# Pier Luigi Alvigini
Pier Luigi Alvigini (Savignone, 12 agosto 1918 – 18 agosto 2015) è stato un allenatore di calcio e calciatore italiano, di ruolo centrocampista.

## Carriera

### Giocatore
Nella stagione 1937-1938 ha giocato nel campionato di Serie C con la maglia dell'Andrea Doria. Nella stagione 1939-1940 ha giocato in Serie C con la maglia del Cuneo, mentre nella stagione 1940-1941 e nella stagione 1941-1942 gioca nella medesima categoria col Rapallo. Nella stagione 1942-1943 milita nella Reggiana, con cui gioca 9 partite senza mai segnare nel campionato di Serie C, concluso dai granata al secondo posto in classifica. Durante la Seconda Guerra Mondiale rimane alla Reggiana, e nella stagione 1943-1944 disputa 6 delle 8 partite della sua squadra senza mai segnare nel Campionato Alta Italia. Rimane in Emilia anche dopo la fine della guerra, giocando 29 partite ed ottenendo nella stagione 1945-1946 la promozione nel successivo campionato di Serie B dopo aver ottenuto il secondo posto in classifica nel girone C del campionato misto di Serie B-C ed il quarto posto finale nel girone finale di Serie B di Alta Italia. A fine anno passa alla Sestrese, con la cui maglia nella stagione 1946-1947 gioca 42 partite in Serie B. Nella stagione 1948-1949 gioca in Serie C con il Savona, con cui centra un secondo posto in classifica in terza serie; dopo un'annata in Promozione (15 presenze e 5 reti) con il Viareggio, milita con gli Striscioni anche nella stagione 1950-1951, sempre in terza serie.

### Allenatore
Nella stagione 1956-1957 ha allenato la Veloce Savona, nel campionato di IV Serie.
Nel corso del campionato 1957-1958 è subentrato all'allenatore Verdacchi alla guida della Cristoforo Colombo di Cogoleto; non confermato, fu sostituito da Patrone. Ha allenato la Sestrese nel campionato di Serie D 1961-1962.